# Statsbanan Ljusdal–Hudiksvall

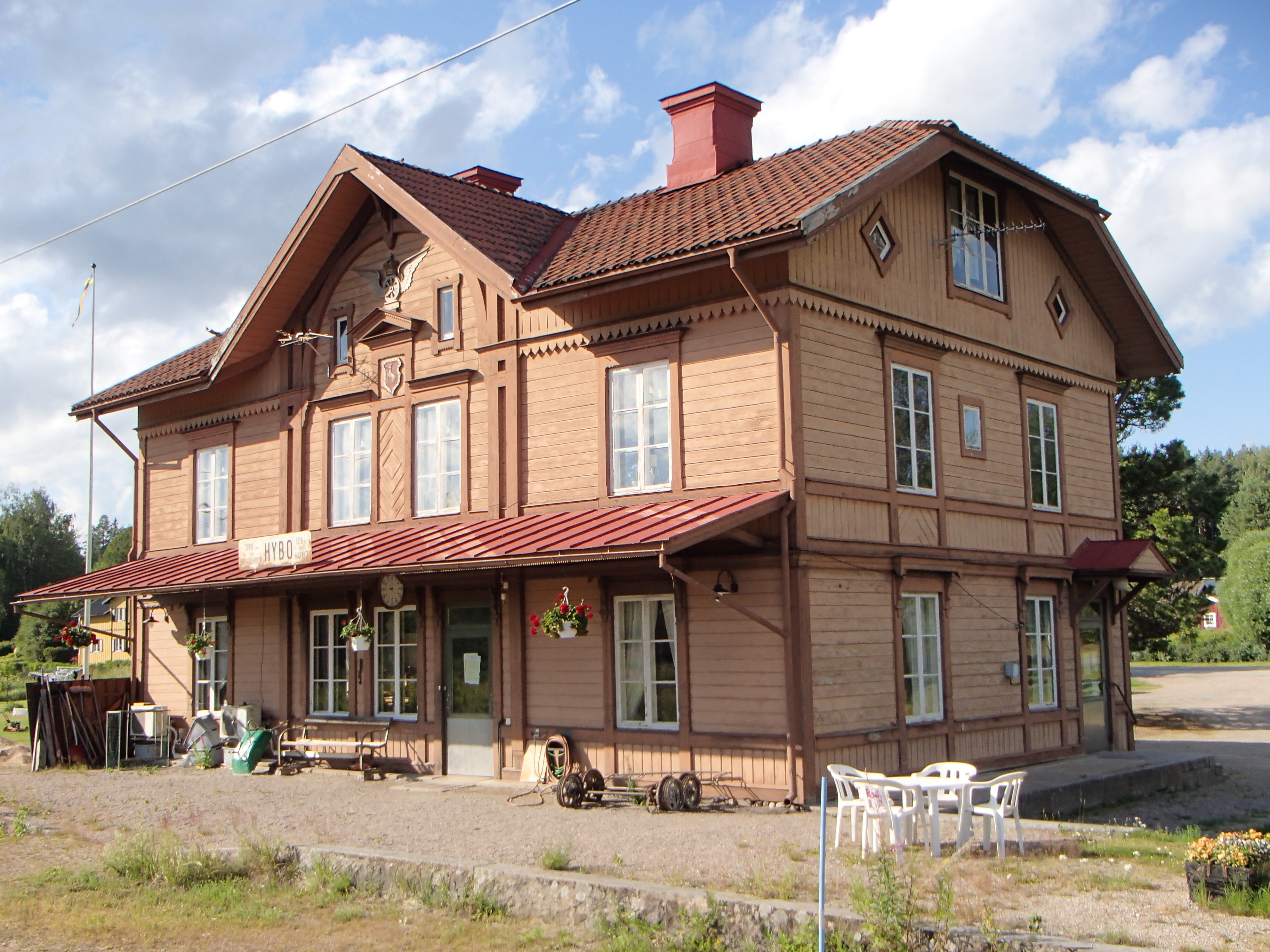
Hybo stationshus.

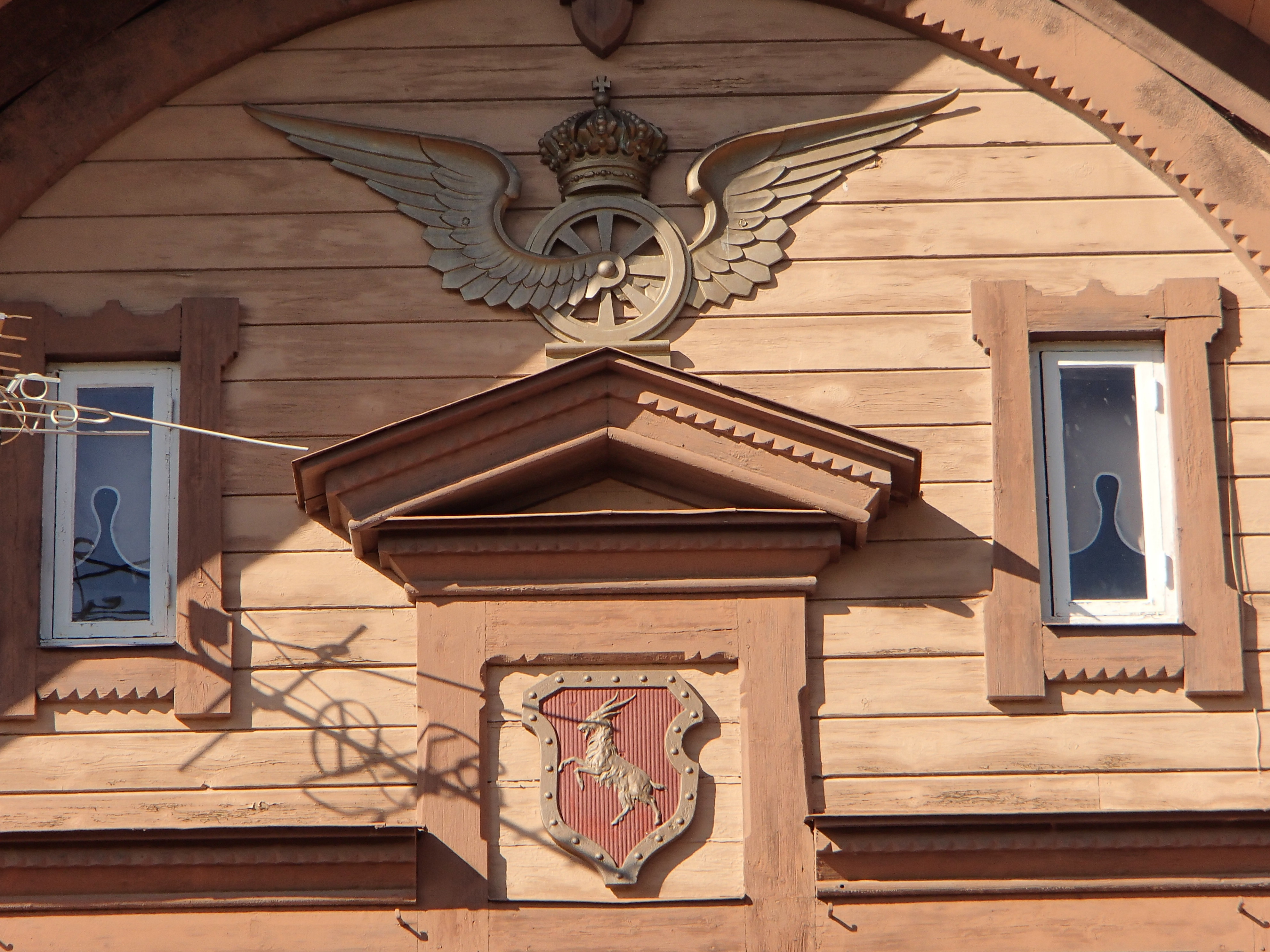
Hybo stationshus detalj.

Statsbanan Ljusdal–Hudiksvall var en 62 kilometer lång normalspårig statlig järnväg i Hälsingland som sträckte sig från Ljusdal, där den anslöt till Norra stambanan, till Hudiksvall. 
Banan hade en föregångare i den smalspåriga (1217 mm) Hudiksvalls Järnväg, vilken var en enskild järnväg som öppnades 1860. Sveriges riksdag medgav 1885 att denna bana fick inköpas av svenska staten och i januari 1886 påbörjades arbetet med den nya statsbanan under ledning av distriktsingenjören Herman Emanuel Lundborg (som tidigare varit ledare för byggandet av statsbanan Kilafors–Söderhamn–Stugsund). Hudiksvalls Järnväg övertogs av staten den 1 november 1887 och byggdes därefter om till normalspår. Under 
ombyggnadstiden pågick emellertid trafiken på den smalspåriga linjen. Den nya banan kom att sträcka sig från Ljusdal förbi Hybo, Långbacka, Delsbo, Fredriksfors, Näsviken och Forsa till Hudiksvall. Sträckan Ljusdal–Delsbo öppnades för allmän trafik den 1 oktober 1887 och den återstående delen, Delsbo–Hudiksvall, den 1 juni 1888.
Statsbanan Ljusdal–Hudiksvall erhöll 1896 anslutning till den då öppnade smalspåriga Norra Hälsinglands Järnväg (NHJ). År 1924 anslöts den också till den då under byggande varande Ostkustbanan (OKB) genom att allmän trafik på sträckan Hudiksvall–Iggesund öppnades (OKB färdigställdes 1927). Banan mellan Ljusdal och Hudiksvall elektrifierades den 31 maj 1959, men Statens Järnvägar begärde redan 1969 tillstånd till partiell nedläggning av denna, något som ej beviljades. Persontrafiken fortsatte därigenom fram till den 14 januari 1985 och banan blev länsjärnväg för godstrafik den 1 juli 1988. Godstrafiken nedlades helt den 1 oktober 1989; på sträckan Delsbo–Hudiksvall hade den de facto upphört den 1 november 1986.
Föreningen Dellenbanans vänner bedrev museitågstrafik på banan 1985, 1986 och 1988. Numera förekommer museitrafik med rälsbussar på en mindre del av Dellenbanan, Delsbo–Fredriksfors, men i övrigt endast turisttrafik med cykeldressin.